# Just Dream
«Just Dream» — позаальбомний сингл співака й композитора Томаса Андерса, написаний і випущений спеціально для популярного в Німеччині льодового балету «Holiday On Ice», занесеного в Книгу Рекордів Гіннеса. Ця пісня, що розповідає про мрії і їх втілення, написана самим Томасом Андерсом у співавторстві з Петером Рісом (Peter Ries) , стала головною музичною темою двох програм — «Фантазія» і «Алмазні мрії», які були включені в «Турне мрії 2004—2005». Андерс неодноразово виступав з цією піснею на телебаченні в льодових шоу, у супроводі фігуристів. Дивитися виступ Томаса Андерса з піснею Just Dream на YouTube.

## Список пісень
Сингл випущений тільки в форматі CD і складається із чотирьох треків:
1. Ballad Version 3:59
2. RMX-Version 2:30
3. Ballad-RMX-Version 3:08
4. Extended Mix 3:33 [2]